# Dîceskulove, Novoukraiinka
Dîceskulove (în ucraineană Дическулове) este un sat în comuna Komîșuvate din raionul Novoukraiinka, regiunea Kirovohrad, Ucraina.

## Demografie
Componența lingvistică a localității Dîceskulove
     Ucraineană (100%)
Conform recensământului din 2001, toată populația localității Dîceskulove era vorbitoare de ucraineană (100%).